# گوتیه دو کوست دو لا کلپروند

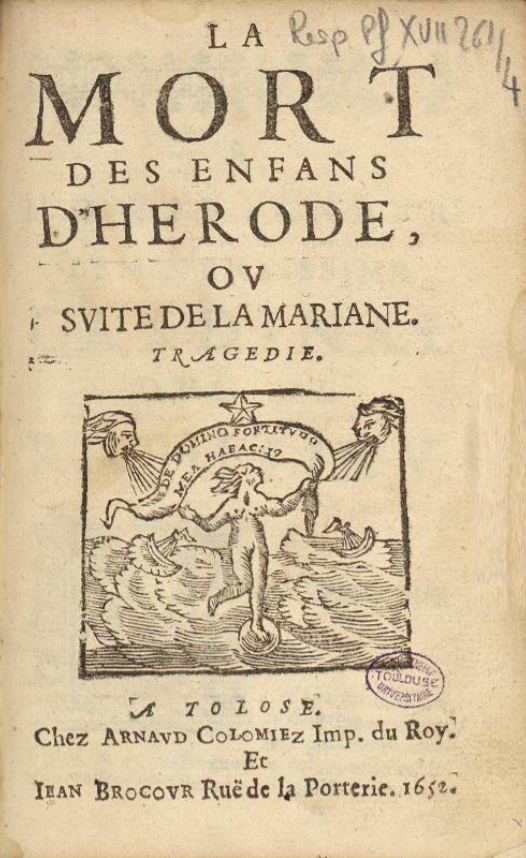
یک تصویر قدیمی

گوتیه دو کوست دو لا کلپروند (به فرانسوی: Gautier de Costes de La Calprenède) نویسنده و نمایش‌نامه نویس قرن هفدهم میلادی اهل فرانسه است.